# Saint-Jean-des-Échelles
Saint-Jean-des-Échelles település Franciaországban, Sarthe megyében. Lakosainak száma 225 fő (2022. január 1.). Saint-Jean-des-Échelles Gréez-sur-Roc, Montmirail, Lamnay, Cormes és Courgenard községekkel határos.

## Népesség
A település népessége az elmúlt években az alábbi módon változott:
| Lakosok száma | 255  | 254  | 254  | 253  | 246  | 238  | 230  | 227  | 225  |
|               | 2013 | 2015 | 2016 | 2017 | 2018 | 2019 | 2020 | 2021 | 2022 |